# Oberalben
Oberalben település Németországban, Rajna-vidék-Pfalz tartományban. Lakosainak száma 218 fő (2023. december 31.).

## Népesség
A település népességének változása:
| Lakosok száma | 264  | 219  | 218  | 221  | 225  | 218  |
|               | 1975 | 2017 | 2019 | 2021 | 2022 | 2023 |

## Látnivalók
- Emigráns Múzeum

Az egyetlen kulturális műemlék az úgynevezett Emigráns Múzeum; amely bemutatja a kivándorlók hátterét, folyamatát, letelepedését. Sok ember emigrált Észak-Amerikába három évszázad alatt; ezek között voltak Babe Ruth amerikai baseballjátékos ősei is.